# ミクッド地区
ミクッド地区（英語: Micoud District）は、セントルシアの地区のひとつ。首府はミクッド。

## 隣接行政区画
- ビュー・フォート地区
- ラボリー地区
- スフレ地区
- カストリーズ地区
- デナリー地区